# 앙거

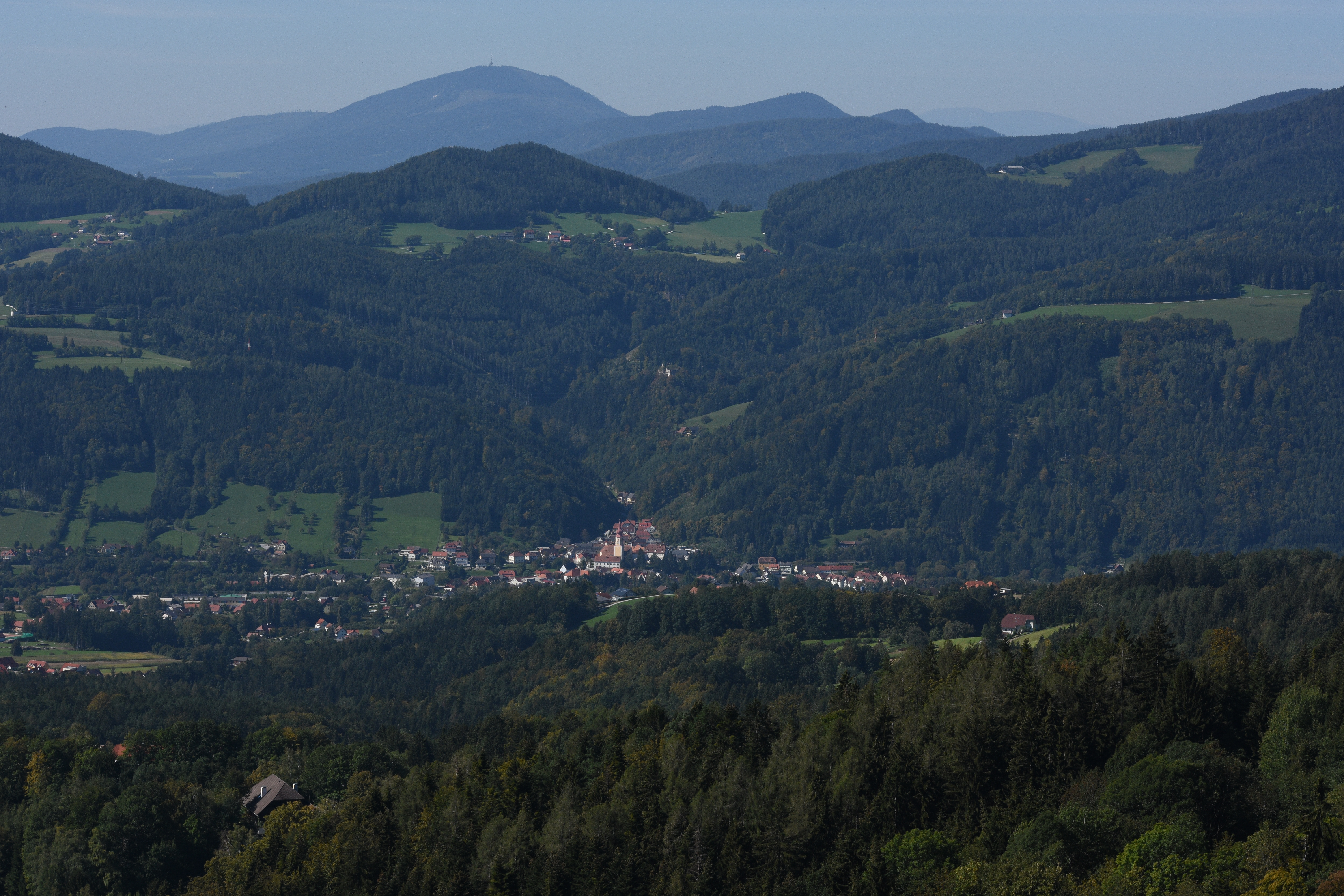

앙거(독일어: Anger)는 오스트리아 슈타이어마르크주에 위치한 도시로 면적은 1.97km2, 높이는 479m, 인구는 829명(2016년 기준), 인구 밀도는 420명/km2이다. 그라츠에서 북동쪽으로 40km 정도 떨어진 곳에 위치한다.